# Ungleichung vom arithmetischen und geometrischen Mittel
In der Mathematik besagt die Ungleichung vom arithmetischen und geometrischen Mittel, dass das arithmetische Mittel von n Zahlen mindestens so groß wie das geometrische Mittel ist. Für {\displaystyle n=2} war diese Ungleichung bereits Euklid bekannt; der erste Beweis für einen beliebigen Wert von {\displaystyle n} wurde 1729 von Colin Maclaurin veröffentlicht.

## Formale Formulierung
Die Ungleichung vom arithmetischen und geometrischen Mittel lautet für nichtnegative Zahlen {\displaystyle x_{1},x_{2},\ldots ,x_{n}}
{\displaystyle {\sqrt[{n}]{x_{1}\cdot x_{2}\cdot \ldots \cdot x_{n}}}\leq {\frac {x_{1}+x_{2}+\cdots +x_{n}}{n}}.}
Die linke Seite der Ungleichung ist das geometrische Mittel und die rechte Seite das arithmetische Mittel. Es gilt genau dann Gleichheit, wenn {\displaystyle x_{1}=\dots =x_{n}} gilt.

## Geometrische Interpretation

Figur 1: Ungleichung: (Veranschaulichung im Halbkreis)

Figur 2: Ungleichung: (Veranschaulichung im Quadrat)

Ein Rechteck mit den Seiten {\displaystyle x_{1}} und {\displaystyle x_{2}} hat den Gesamtumfang {\displaystyle 2x_{1}+2x_{2}}.
Ein Quadrat mit dem gleichen Flächeninhalt hat den Umfang
{\displaystyle 4{\sqrt {x_{1}\cdot x_{2}}}}. Für {\displaystyle n=2} besagt die Ungleichung
{\displaystyle {\frac {x_{1}+x_{2}}{2}}\geq {\sqrt {x_{1}\cdot x_{2}}}}
also, dass unter allen Rechtecken mit gleichem Inhalt {\displaystyle A=x_{1}\cdot x_{2}} der Umfang mindestens
{\displaystyle 2x_{1}+2x_{2}\geq 4{\sqrt {x_{1}\cdot x_{2}}}=4{\sqrt {A}}}
beträgt, wobei das Quadrat diesen geringsten Umfang hat.
Im Falle {\displaystyle n=3} sagt die Ungleichung aus, dass unter allen Quadern mit gleichem Volumen der Würfel die kleinste Kantenlänge insgesamt hat. Die allgemeine Ungleichung erweitert diese Idee auf {\displaystyle n} Dimensionen.
Trägt man für {\displaystyle n=2} die Längen {\displaystyle a} und {\displaystyle b} hintereinander auf einer Geraden ab und errichtet über den Enden der Strecke mit Länge {\displaystyle a+b} einen Halbkreis, so entspricht der Radius von jenem dem arithmetischen Mittel (Figur 1). Das geometrische Mittel ist dann die Länge des Lotes eines solchen Punktes auf dem Halbkreis auf die Strecke mit Länge {\displaystyle a+b}, für den das Lot durch den Übergangspunkt der Strecken {\displaystyle a} und {\displaystyle b} geht. Letzterer Zusammenhang folgt aus dem Satz des Thales und dem Höhensatz.
Eine weitere geometrische Veranschaulichung liefert Figur 2. Ein Quadrat mit der Seitenlänge {\displaystyle a+b} lässt sich zerlegen in acht kongruente rechtwinklige Dreiecke mit den Kathetenlängen {\displaystyle a} und {\displaystyle b} und ein Quadrat mit der Seitenlänge {\displaystyle a-b}. Hieraus ergibt sich:

Vergleich von arithmetischem, geometrischem und weiteren Mittelwerten zweier positiver reeller Zahlen und in dimensionsloser Darstellung

{\displaystyle (a+b)^{2}\geq 8\cdot {\frac {1}{2}}ab=4ab\Leftrightarrow a+b\geq 2{\sqrt {ab}}\Leftrightarrow {\frac {a+b}{2}}\geq {\sqrt {ab}}}

## Beweise
Für den Fall, dass ein {\displaystyle x_{i}} gleich Null ist, ist das geometrische Mittel Null und die Ungleichung ist offensichtlich erfüllt; in den folgenden Beweisen kann daher {\displaystyle x_{i}>0} angenommen werden.

### Beweis aus der jensenschen Ungleichung
Die Ungleichung vom arithmetischen und geometrischen Mittel lässt sich beispielsweise aus der jensenschen Ungleichung beweisen: die Logarithmusfunktion ist konkav, daher gilt
{\displaystyle \ln(\lambda _{1}x_{1}+\dots +\lambda _{n}x_{n})\geq \lambda _{1}\ln x_{1}+\dots +\lambda _{n}\ln x_{n}}
für positive {\displaystyle \lambda _{i}\;} mit {\displaystyle \sum _{i=1}^{n}\lambda _{i}=1}.
Durch Anwendung der Exponentialfunktion auf beide Seiten folgt
{\displaystyle \lambda _{1}x_{1}+\dots +\lambda _{n}x_{n}\geq \prod _{i=1}^{n}{x_{i}}^{\lambda _{i}}}.
Für {\displaystyle \lambda _{1}=\lambda _{2}=\cdots =\lambda _{n}=1/n} ergibt das genau die Ungleichung vom arithmetischen und geometrischen Mittel.

### Beweis von Polya
Von George Polya stammt ein Beweis, der lediglich die Beziehung {\displaystyle \exp(x)\geq 1+x} der Exponentialfunktion voraussetzt. Für {\displaystyle x_{i}/{\bar {x}}_{\mathrm {arithm} }-1} gilt dann
{\displaystyle \exp \left(x_{i}/{\bar {x}}_{\mathrm {arithm} }-1\right)\geq x_{i}/{\bar {x}}_{\mathrm {arithm} }}.
Multipliziert man diese Ungleichungen für {\displaystyle i=1,\dots ,n}, so erhält man
{\displaystyle \exp \left(\sum _{i}x_{i}/{\bar {x}}_{\mathrm {arithm} }-n\right)\geq \prod _{i}\left(x_{i}/{\bar {x}}_{\mathrm {arithm} }\right)},
also
{\displaystyle 1=\exp \left(n-n\right)\geq {\bar {x}}_{\mathrm {geom} }^{n}/{\bar {x}}_{\mathrm {arithm} }^{n}}
und somit
{\displaystyle {\bar {x}}_{\mathrm {arithm} }^{n}\geq {\bar {x}}_{\mathrm {geom} }^{n}}.

### Induktive Beweise
Der Beweis aus der jensenschen Ungleichung und der Polya-Beweis sind zwar sehr leicht verständlich, haben aber den Nachteil, dass Vorwissen über die Logarithmusfunktion beziehungsweise der Exponentialfunktion benötigt wird. Für die Untersuchung der bei der Definition der Exponentialfunktion verwendeten Folge
{\displaystyle \exp(x)=\lim _{n\to \infty }\left(1+{x \over n}\right)^{n}}
kann aber die Ungleichung vom arithmetischen und geometrischen Mittel hilfreich sein.
Methodisch sind daher oft induktive Beweise zweckmäßiger; diese sind für die Ungleichung vom arithmetischen und geometrischen Mittel aber relativ schwierig.

#### Beweis mit Vorwärts-Rückwärts-Induktion
Ein induktiver Beweis der Ungleichung vom arithmetischen und geometrischen Mittel kann mit einer so genannten »Vorwärts-Rückwärts-Induktion« geführt werden. Der Vorwärtsschritt leitet aus der Gültigkeit der Ungleichung für {\displaystyle n} diejenige für {\displaystyle 2n} ab und gehorcht dem Schema der gewöhnlichen vollständigen Induktion. Im sog. »Rückwärtsschritt« wird aus der Gültigkeit der Ungleichung für {\displaystyle m} die Gültigkeit für {\displaystyle n<m} hergeleitet.
| Herleitung |
| Fall 2: {\displaystyle n=2} Für zwei Elemente {\displaystyle x,y} gilt: {\displaystyle {\begin{aligned}{\Bigl (}{\frac {x+y}{2}}{\Bigr )}^{2}-xy&={\frac {1}{4}}(x^{2}+2xy+y^{2})-xy\\&={\frac {1}{4}}(x^{2}-2xy+y^{2})\\&={\Bigl (}{\frac {x-y}{2}}{\Bigr )}^{2}.\end{aligned}}} Sind sie verschieden, dann ist {\displaystyle {\Bigl (}{\frac {x+y}{2}}{\Bigr )}^{2}-xy\;=\;{\Bigl (}{\frac {x-y}{2}}{\Bigr )}^{2}\;>0} und {\displaystyle {\frac {x+y}{2}}\qquad \quad \;\;>\;{\sqrt {xy}}\,.\qquad \qquad \qquad \qquad \qquad \qquad \qquad \qquad \quad \;\;{\mathsf {(2)}}} Fall A: {\displaystyle n\geq 1} ist eine Zweierpotenz Dieser aufsteigende (»Vorwärts«-) Induktionsschritt sei etwas allgemeiner bewiesen: Gilt die Induktionsvoraussetzung {\displaystyle {\bar {x}}_{\mathrm {arithm} }:={\frac {x_{1}+x_{2}+\cdots +x_{n}}{n}}\;\;\geq \;\;{\sqrt[{n}]{x_{1}\cdot x_{2}\cdot \ldots \cdot x_{n}}}=:{\bar {x}}_{\mathrm {geom} }\qquad {\mathsf {(A)}}} für {\displaystyle n\geq 1} Elemente, dann gilt {\displaystyle {\bar {z}}_{\mathrm {arithm} }:={\frac {z_{1}+z_{2}+\cdots +z_{2n}}{2n}}\;\;\geq \;\;{\sqrt[{2n}]{z_{1}\cdot z_{2}\cdot \ldots \cdot z_{2n}}}=:{\bar {z}}_{\mathrm {geom} }} für {\displaystyle 2n} Elemente. Beweis: Für {\displaystyle i\leq n} sei {\displaystyle x_{i}:=z_{i}} und für {\displaystyle i>n} sei {\displaystyle y_{i-n}:=z_{i}} gesetzt. Dann ist {\displaystyle {\begin{aligned}{\bar {z}}_{\mathrm {arithm} }&={\frac {{\bar {x}}_{\mathrm {arithm} }}{2}}+{\frac {{\bar {y}}_{\mathrm {arithm} }}{2}}={\frac {{\bar {x}}_{\mathrm {arithm} }+{\bar {y}}_{\mathrm {arithm} }}{2}}\\&\,{\underset {\mathsf {(A)}}{\geq }}\;{\frac {{\bar {x}}_{\mathrm {geom} }+{\bar {y}}_{\mathrm {geom} }}{2}}\;{\underset {\mathsf {(2)}}{\geq }}\;{\sqrt {{\bar {x}}_{\mathrm {geom} }\,{\bar {y}}_{\mathrm {geom} }}}={\bar {z}}_{\mathrm {geom} }.\end{aligned}}} Die Gleichheit {\displaystyle {\bar {z}}_{\mathrm {arithm} }={\bar {z}}_{\mathrm {geom} }} erfordert {\displaystyle {\bar {x}}_{\mathrm {arithm} }={\bar {x}}_{\mathrm {geom} }} und {\displaystyle {\bar {y}}_{\mathrm {arithm} }={\bar {y}}_{\mathrm {geom} },} also gleiche {\displaystyle x_{i}={\bar {x}}_{\mathrm {geom} }} und gleiche {\displaystyle y_{i}={\bar {y}}_{\mathrm {geom} },} sowie {\displaystyle {\bar {x}}_{\mathrm {geom} }={\bar {y}}_{\mathrm {geom} }.} Zusammengenommen ergibt das: alle {\displaystyle z_{i}} sind gleich. Fall B: {\displaystyle n} ist keine Zweierpotenz (Dieser Teil des Beweises firmiert als »Rückwärts«-Induktionsschritt.) Zu jedem {\displaystyle n\in \mathbb {N} } gibt es ein {\displaystyle k\in \mathbb {N} } mit {\displaystyle n<2^{k}}. Zur Abkürzung sei {\displaystyle m:=2^{k}} und {\displaystyle z:={\frac {x_{1}+x_{2}+\cdots +x_{n}}{n}}} sowie {\displaystyle x_{n+1}:=x_{n+2}:=\cdots :=x_{m}:=z} gesetzt. In Fall A wurde die Ungleichung für {\displaystyle m=2^{k}} Elemente bereits bewiesen, woraus folgt: {\displaystyle {\frac {x_{1}+x_{2}+\cdots +x_{2^{k}}}{2^{k}}}\;\;\geq \;\;{\sqrt[{2^{k}}]{x_{1}x_{2}\cdots x_{2^{k}}}}\qquad \qquad \qquad \qquad \qquad \quad {\mathsf {(B)}}} Somit folgt für {\displaystyle n<2^{k}=m}: {\displaystyle {\begin{aligned}z&={\frac {x_{1}+x_{2}+\cdots +x_{n}}{n}}\\&={\frac {{\frac {m}{n}}\left(x_{1}+x_{2}+\cdots +x_{n}\right)}{m}}\\&={\frac {x_{1}+x_{2}+\cdots +x_{n}+{\frac {m-n}{n}}\left(x_{1}+x_{2}+\cdots +x_{n}\right)}{m}}\\&={\frac {x_{1}+x_{2}+\cdots +x_{n}+\left(m-n\right)z}{m}}\\&={\frac {x_{1}+x_{2}+\cdots +x_{n}\;\;+x_{n+1}+\cdots +x_{m}}{m}}\\[8.5pt]&{\underset {\mathsf {(B)}}{\geq }}\,{\sqrt[{m}]{x_{1}x_{2}\cdots x_{n}\;x_{n+1}\cdots x_{m}}}\\[5pt]&={\sqrt[{m}]{x_{1}x_{2}\cdots x_{n}z^{m-n}}}\,,\end{aligned}}} woraus {\displaystyle z^{m}\geq x_{1}x_{2}\cdots x_{n}z^{m-n}} und {\displaystyle z^{n}\geq x_{1}x_{2}\cdots x_{n}} und {\displaystyle z\geq {\sqrt[{n}]{x_{1}x_{2}\cdots x_{n}}}} folgt. Gemäß Fall A gilt Gleichheit nur, wenn alle Elemente gleich sind. |

Dieser Beweis findet sich bereits bei Augustin Louis Cauchy.

#### Beweis mittels Hilfssatz
Ein anderer Beweis der Ungleichung vom arithmetischen und geometrischen Mittel ergibt sich aus dem Hilfssatz, dass für {\displaystyle u_{i}>0} und {\displaystyle \textstyle \prod _{i=1}^{n}u_{i}=1} folgt, dass {\displaystyle \textstyle \sum _{i=1}^{n}u_{i}\geq n}. Dieser Beweis stammt von G. Ehlers. Der Hilfssatz kann beispielsweise mit vollständiger Induktion bewiesen werden. Betrachtet man das Produkt {\displaystyle \textstyle p:=\prod _{i=1}^{n}x_{i}} und setzt {\displaystyle u_{i}:={\tfrac {x_{i}}{\sqrt[{n}]{p}}}}, so erfüllen die so definierten {\displaystyle \textstyle u_{i}\!} nämlich die Voraussetzung {\displaystyle \textstyle \prod _{i=1}^{n}u_{i}=1} des Hilfssatzes. Aus dem Hilfssatz folgt
{\displaystyle n\leq \sum _{i=1}^{n}u_{i}=\sum _{i=1}^{n}{\frac {x_{i}}{\sqrt[{n}]{p}}}},
also
{\displaystyle {\sqrt[{n}]{p}}\leq {\frac {1}{n}}\sum _{i=1}^{n}x_{i}}.
Einsetzen von {\displaystyle \textstyle p=\prod _{i=1}^{n}x_{i}} liefert dann die Ungleichung vom arithmetischen und geometrischen Mittel.

#### Beweis aus der Bernoulli-Ungleichung
Ein direkter induktiver Beweis ist mit Hilfe der bernoullischen Ungleichung möglich: Sei o. B. d. A. {\displaystyle x_{n+1}} das maximale Element von {\displaystyle x_{1},\dots ,x_{n},x_{n+1}} und {\displaystyle {\bar {x}}_{\mathrm {arithm} }} das arithmetische Mittel von {\displaystyle x_{1},\dots ,x_{n}}.
Dann gilt {\displaystyle x_{n+1}-{\bar {x}}_{\mathrm {arithm} }\geq 0}, und aus der bernoullischen Ungleichung folgt, wenn man die Summanden mit den Indizes 1 bis {\displaystyle n} von dem Summanden mit dem Index {\displaystyle n+1} „trennt“, dass
{\displaystyle \left({\frac {x_{1}+\dots +x_{n+1}}{(n+1){\bar {x}}_{\mathrm {arithm} }}}\right)^{n+1}=\left(1+{\frac {x_{n+1}-{\bar {x}}_{\mathrm {arithm} }}{(n+1){\bar {x}}_{\mathrm {arithm} }}}\right)^{n+1}\geq 1+{\frac {x_{n+1}-{\bar {x}}_{\mathrm {arithm} }}{{\bar {x}}_{\mathrm {arithm} }}}={\frac {x_{n+1}}{{\bar {x}}_{\mathrm {arithm} }}}}.
Multiplikation mit {\displaystyle {\bar {x}}_{\mathrm {arithm} }^{n+1}} liefert
{\displaystyle \left({\frac {x_{1}+\dots +x_{n+1}}{n+1}}\right)^{n+1}\geq {\bar {x}}_{\mathrm {arithm} }^{n+1}{\frac {x_{n+1}}{{\bar {x}}_{\mathrm {arithm} }}}={\bar {x}}_{\mathrm {arithm} }^{n}x_{n+1}\geq x_{1}\cdots x_{n}x_{n+1}},
wobei die letzte Ungleichung nach Induktionsvoraussetzung gilt. Das Ziehen der {\displaystyle (n+1)}-ten Wurzel beendet den Induktionsbeweis.
Dieser Beweis findet sich beispielsweise im Lehrbuch der Analysis von H. Heuser, Teil 1, Kapitel 12.2.

### Beweis aus der Umordnungs-Ungleichung
Ein nicht-induktiver Beweis der Ungleichung vom arithmetischen und geometrischen Mittel, der ohne Logarithmusfunktion auskommt, lässt sich mit Hilfe der Umordnungs-Ungleichung durchführen.
Aus der Umordnungs-Ungleichung folgt nämlich, dass für positive Zahlen {\displaystyle a_{1},\dots ,a_{n}} und jede beliebige Permutation
{\displaystyle a_{\sigma (1)},\dots ,a_{\sigma (n)}} die Beziehung
{\displaystyle {\frac {a_{\sigma (1)}}{a_{1}}}+\cdots +{\frac {a_{\sigma (n)}}{a_{n}}}\geq n}
gelten muss. Setzt man speziell
{\displaystyle a_{1}={\frac {x_{1}}{{\bar {x}}_{\mathrm {geom} }}},a_{2}={\frac {x_{1}x_{2}}{{\bar {x}}_{\mathrm {geom} }^{2}}},\dots ,a_{n}={\frac {x_{1}x_{2}\cdots x_{n}}{{\bar {x}}_{\mathrm {geom} }^{n}}}=1,}
so folgt also
{\displaystyle n\leq {\frac {a_{2}}{a_{1}}}+{\frac {a_{3}}{a_{2}}}+\dots +{\frac {a_{n}}{a_{n-1}}}+{\frac {a_{1}}{a_{n}}}={\frac {x_{2}}{{\bar {x}}_{\mathrm {geom} }}}+{\frac {x_{3}}{{\bar {x}}_{\mathrm {geom} }}}+\cdots +{\frac {x_{n}}{{\bar {x}}_{\mathrm {geom} }}}+{\frac {x_{1}}{{\bar {x}}_{\mathrm {geom} }}},}
woraus unmittelbar die Ungleichung vom arithmetischen und geometrischen Mittel folgt.

## Sonderfälle

### Zahl und ihr Kehrwert
Für {\displaystyle n=2}, {\displaystyle x_{1}=x} und {\displaystyle x_{2}={\tfrac {1}{x}}} ergibt sich:
{\displaystyle {\sqrt {x\cdot {\tfrac {1}{x}}}}\leq {\tfrac {1}{2}}\left(x+{\tfrac {1}{x}}\right)}
{\displaystyle 1\leq {\tfrac {1}{2}}\left(x+{\tfrac {1}{x}}\right)}
und damit
{\displaystyle 2\leq x+{\tfrac {1}{x}}}

Beweisfigur zu der verschärften Ungleichung

Diese Aussage lässt sich direkt beweisen: Die Multiplikation mit {\displaystyle x} ergibt:
{\displaystyle x+{\frac {1}{x}}\geq 2\Leftrightarrow x^{2}+1\geq 2x\Leftrightarrow x^{2}-2x+1\geq 0\Leftrightarrow (x-1)^{2}\geq 0,}
was offensichtlich richtig ist.
Die Ungleichung lässt sich verschärfen zu
{\displaystyle x+{\frac {1}{x}}\geq {\frac {1}{2}}\left({\sqrt {x}}+{\frac {1}{\sqrt {x}}}\right)^{2}\geq 2}.
Beweis:
Der linke Teil der Ungleichung ergibt sich aus dem Garfield-Trapez durch Längenvergleich der nicht-parallelen Trapezseiten (siehe Beweisfigur):
{\displaystyle {\sqrt {2\left(x+{\frac {1}{x}}\right)}}\geq {\sqrt {x}}+{\frac {1}{\sqrt {x}}}}
Hieraus folgt nach elementaren algebraischen Umformungen:
{\displaystyle x+{\frac {1}{x}}\geq {\frac {1}{2}}\left({\sqrt {x}}+{\frac {1}{\sqrt {x}}}\right)^{2}}
Der rechte Teil der Ungleichung folgt aus
{\displaystyle x+{\frac {1}{x}}\geq 2},
wenn man {\displaystyle x} durch {\displaystyle {\sqrt {x}}} ersetzt. Dann gilt:
{\displaystyle {\sqrt {x}}+{\frac {1}{\sqrt {x}}}\geq 2\Leftrightarrow \left({\sqrt {x}}+{\frac {1}{\sqrt {x}}}\right)^{2}\geq 4\Leftrightarrow {\frac {1}{2}}\left({\sqrt {x}}+{\frac {1}{\sqrt {x}}}\right)^{2}\geq 2}
Damit sind beide Teile der Ungleichung bewiesen.

### Durch Permutationen bestimmte Brüche
Für jede Permutation {\displaystyle b_{1},b_{2},...,b_{n}} der positiven reellen Zahlen {\displaystyle a_{1},a_{2},...,a_{n}} gilt
{\displaystyle \sum _{i=1}^{n}{\frac {a_{i}}{b_{i}}}\geq n}.
Beweis:
{\displaystyle {\frac {1}{n}}\sum _{i=1}^{n}{\frac {a_{i}}{b_{i}}}\geq \left(\prod _{i=1}^{n}{\frac {a_{i}}{b_{i}}}\right)^{\frac {1}{n}}=\left({\frac {\prod _{i=1}^{n}a_{i}}{\prod _{i=1}^{n}b_{i}}}\right)^{\frac {1}{n}}=1\Leftrightarrow \sum _{i=1}^{n}{\frac {a_{i}}{b_{i}}}\geq n}.

## Verallgemeinerungen

### Ungleichung vom gewichteten arithmetischen und geometrischen Mittel
Für ein gegebenes positives Gewichtstupel {\displaystyle \mathbf {w} =(w_{1},\dots ,w_{n})} mit {\displaystyle w_{i}>0} und Summe {\displaystyle \textstyle w:={\sum _{i=1}^{n}w_{i}}} wird mit
{\displaystyle {\bar {x}}_{\mathrm {arithm} }={\frac {\sum _{i=1}^{n}w_{i}\cdot x_{i}}{w}}}
das gewichtete arithmetische Mittel und mit
{\displaystyle {\bar {x}}_{\mathrm {geom} }={\sqrt[{w}]{\prod _{i=1}^{n}x_{i}^{w_{i}}}}},
das gewichtete geometrische Mittel bezeichnet. Auch für diese gewichteten Mittel gilt die die Ungleichung
{\displaystyle {\bar {x}}_{\mathrm {geom} }\leq {\bar {x}}_{\mathrm {arithm} }}.
Der Beweis dafür folgt direkt aus obigem Beweis mit der jensenschen Ungleichung.
Für {\displaystyle n=2}, {\displaystyle w_{1}={\tfrac {1}{p}}}, {\displaystyle w_{2}={\tfrac {1}{q}}} mit {\displaystyle w={\tfrac {1}{p}}+{\tfrac {1}{q}}=1} und {\displaystyle x_{1}=a^{p}}, {\displaystyle x_{2}=b^{q}} mit {\displaystyle a,b\geq 0} erhält man die youngsche Ungleichung
{\displaystyle ab\leq {\frac {1}{p}}a^{p}+{\frac {1}{q}}b^{q}}

### Ungleichung vom harmonischen und geometrischen Mittel
Fordert man {\displaystyle x_{i}} echt größer Null und ersetzt in der Ungleichung vom arithmetischen und geometrischen Mittel {\displaystyle x_{i}} durch {\displaystyle 1/x_{i}}, so erhält man die Ungleichung vom harmonischen und geometrischen Mittel:
{\displaystyle {\frac {n}{\sum _{i=1}^{n}{\frac {1}{x_{i}}}}}\leq {\sqrt[{n}]{\prod _{i=1}^{n}{x_{i}}}}}.
Diese Ungleichung gilt ebenfalls für die gewichteten Mittel:
{\displaystyle {\frac {w}{\sum _{i=1}^{n}{\frac {w_{i}}{x_{i}}}}}\leq {\sqrt[{w}]{\prod _{i=1}^{n}x_{i}^{w_{i}}}}}.

### Ungleichung der verallgemeinerten Mittel
Als Hölder-Mittel mit Exponent {\displaystyle k} bezeichnet man den Ausdruck
{\displaystyle {\bar {x}}(k)={\sqrt[{k}]{{\frac {1}{n}}\sum _{i=1}^{n}{x_{i}^{k}}}}}.
- Für {\displaystyle k=1\!} erhält man das arithmetische Mittel,
- Der Grenzwert {\displaystyle k\to 0} ergibt das geometrische Mittel,
- Für {\displaystyle k=-1} erhält man das harmonische Mittel.

Allgemein gilt für {\displaystyle -\infty \leq s\leq t\leq \infty } die verallgemeinerte Mittelwertungleichung:
{\displaystyle {\bar {x}}(s)\leq {\bar {x}}(t)}
Diese Ungleichung lässt sich z. B. beweisen, indem man {\displaystyle u_{i}:=x_{i}^{s},v_{i}:=1\;} setzt und {\displaystyle u_{i}\;} und {\displaystyle v_{i}\;} in die Hölder-Ungleichung mit {\displaystyle p=t/s\;} einsetzt, oder indem man die jensensche Ungleichung für die konvexe Funktion {\displaystyle f(x)=x^{t/s}\;} auf die Werte {\displaystyle x_{i}^{s}} anwendet.
Auch diese Ungleichung gilt ebenfalls für die gewichteten Mittel: Sei
{\displaystyle {\bar {x}}(\mathbf {w} ,k)={\sqrt[{k}]{{\frac {1}{w}}\sum _{i=1}^{n}{w_{i}x_{i}^{k}}}}}
das mit {\displaystyle \mathbf {w} } gewichtete Mittel mit Exponent {\displaystyle k} der Zahlen {\displaystyle x_{i}}, so gilt für {\displaystyle -\infty \leq s\leq t\leq \infty } die Ungleichung:
{\displaystyle {\bar {x}}(\mathbf {w} ,s)\leq {\bar {x}}(\mathbf {w} ,t)}.
Diese Ungleichung lässt sich ebenfalls aus der Hölder-Ungleichung beweisen, indem man {\displaystyle u_{i}:=w_{i}^{s/t}x_{i}^{s},v_{i}:=w_{i}^{1-s/t}\;} sowie {\displaystyle p=t/s\;} setzt, oder ebenfalls, indem man die jensensche Ungleichung für die konvexe Funktion {\displaystyle f(x)=x^{t/s}\;} auf die Werte {\displaystyle x_{i}^{s}} anwendet.
Übertragen auf Integrale über den Maßraum {\displaystyle (\Omega ,{\mathcal {A}},\mu )} mit einem endlichen Maß {\displaystyle \mu (\Omega )<\infty } nimmt die Ungleichung der verallgemeinerten Mittel die Form
{\displaystyle {\sqrt[{s}]{{\frac {1}{\mu (\Omega )}}\int _{\Omega }|f(x)|^{s}\,d\mu (x)}}\leq {\sqrt[{t}]{{\frac {1}{\mu (\Omega )}}\int _{\Omega }|f(x)|^{t}\,d\mu (x)}}}
an; insbesondere folgt daraus {\displaystyle L^{t}(\Omega ,{\mathcal {A}},\mu )\subseteq L^{s}(\Omega ,{\mathcal {A}},\mu )} für diese Lp-Räume.